# Alessandro Torlonia (principe)
Alessandro Torlonia, V principe di Civitella-Cesi (Roma, 7 dicembre 1911 – Roma, 12 maggio 1986), è stato un nobile italiano.
Era figlio di Marino Torlonia, IV principe di Civitella-Cesi (1861-1933) e della moglie americana, Mary Elsie Moore (1889-1941) figlia di Charles Arthur Moore e di Mary Campbell, sposati a Greenwich nel 1907 e separati nel 1927. Nacque a Roma e morì nel Palazzo Núñez-Torlonia, venendo sepolto secondo sua stessa volontà mandamentale al centro del giardino dello stesso palazzo.

## Biografia

### Infanzia
Nacque a Roma da Marino Torlonia, IV principe di Civitella-Cesi (1861-1933) e dalla moglie americana, Mary Elsie Moore (1889-1941), figlia di Charles Arthur Moore e di Mary Campbell, sposati a Greenwich, U.S.A., nel 1907 e separati nel 1927.

### Matrimonio
Il 14 gennaio 1935, Don Alessandro sposò morganaticamente a Roma l'infanta Beatriz di Spagna (1909–2002), una figlia di Alfonso XIII di Spagna e della principessa Vittoria Eugenia di Battenberg.

## Discendenza
Don Alessandro e l'infanta Beatriz ebbero quattro figli:
1. Donna Alessandra ("Sandra") Vittoria Torlonia (1936–2014),[4] sposò il conte Clemente Lequio di Assaba (1925–1971);
2. Marco Alfonso Torlonia, VI principe di Civitella-Cesi, (1937–2014) sposò in prime nozze nel 1960 Donna Orsetta Caracciolo dei principi di Castagneto (1940-1968),dal loro matrimonio nasce Giovanni Torlonia VII principe di Civitella Cesi, poi nel 1968 Philippa Catherine McDonald (divorzio nel 1985) e per la terza volta, nel 1985, Blažena Anna Helena Svitáková.
3. Don Marino Riccardo Francesco Giuseppe Torlonia (1939–1995)
4. Donna Olimpia Emmanuela Enrichetta Maria Torlonia (nata nel 1943), sposò nel 1965 il milionario francese Paul-Annik Weiller (1933-1998), suoceri del principe Guglielmo di Lussemburgo.

## Parentele
La sorella minore di Don Alessandro era Donna Marina Torlonia di Civitella-Cesi (1916-1960), sposata con l'americano Francis Xavier Shields (1909-1975) e quindi nonna dell'attrice americana Brooke Shields. Egli è anche cugino di primo grado di Bettine Moore, madre dell'attrice Glenn Close.

## Ascendenza
|                                                   |                     |                                                    | Genitori                                                 |  |  | Nonni |  |  | Bisnonni                                               |  |  | Trisnonni                                       |  |
|                                                   |                     |                                                    |                                                          |  |  |       |  |  | Marino Torlonia, duca di Bracciano e Poli e Guadagnolo |  |  | Giovanni Torlonia, I principe di Civitella-Cesi |  |
|                                                   |                     |                                                    |                                                          |  |  |       |  |  | Marino Torlonia, duca di Bracciano e Poli e Guadagnolo |  |  | Giovanni Torlonia, I principe di Civitella-Cesi |  |
|                                                   |                     | Anna-Maria Schultheiss                             |                                                          |  |  |       |  |  | Marino Torlonia, duca di Bracciano e Poli e Guadagnolo |  |  |                                                 |  |
| Giulio Torlonia, II duca di Poli e Guadagnolo     |                     |                                                    |                                                          |  |  |       |  |  | Marino Torlonia, duca di Bracciano e Poli e Guadagnolo |  |  |                                                 |  |
|                                                   |                     | Donna Anna Sforza-Cesarini                         | Francesco Sforza-Cesarini, duca di Segni                 |  |  |       |  |  |                                                        |  |  |                                                 |  |
|                                                   |                     | Donna Anna Sforza-Cesarini                         | Francesco Sforza-Cesarini, duca di Segni                 |  |  |       |  |  |                                                        |  |  |                                                 |  |
|                                                   |                     | Donna Anna Sforza-Cesarini                         | Donna Gertrude Conti, duchessa di Poli e Guadagnolo      |  |  |       |  |  |                                                        |  |  |                                                 |  |
| Marino Torlonia, IV principe di Civitella-Cesi    |                     | Donna Anna Sforza-Cesarini                         |                                                          |  |  |       |  |  |                                                        |  |  |                                                 |  |
|                                                   |                     | Don Sigismondo, Principe Chigi della Rovere Albani | Principe Don Agostino Chigi della Rovere Albani          |  |  |       |  |  |                                                        |  |  |                                                 |  |
|                                                   |                     | Don Sigismondo, Principe Chigi della Rovere Albani | Principe Don Agostino Chigi della Rovere Albani          |  |  |       |  |  |                                                        |  |  |                                                 |  |
|                                                   |                     | Don Sigismondo, Principe Chigi della Rovere Albani | Principessa Carlotta Amalia Barberini-Colonna di Sciarra |  |  |       |  |  |                                                        |  |  |                                                 |  |
| Donna Teresa Chigi della Rovere Albani            |                     | Don Sigismondo, Principe Chigi della Rovere Albani |                                                          |  |  |       |  |  |                                                        |  |  |                                                 |  |
|                                                   |                     | Donna Leopoldina, Principessa Doria-Pamphilj-Landi | Don Luigi Doria-Pamphili-Landi, Principe di Valmontore   |  |  |       |  |  |                                                        |  |  |                                                 |  |
|                                                   |                     | Donna Leopoldina, Principessa Doria-Pamphilj-Landi | Don Luigi Doria-Pamphili-Landi, Principe di Valmontore   |  |  |       |  |  |                                                        |  |  |                                                 |  |
|                                                   |                     | Donna Leopoldina, Principessa Doria-Pamphilj-Landi | Donna Teresa Orsini                                      |  |  |       |  |  |                                                        |  |  |                                                 |  |
| Alessandro Torlonia, V principe di Civitella-Cesi |                     | Donna Leopoldina, Principessa Doria-Pamphilj-Landi |                                                          |  |  |       |  |  |                                                        |  |  |                                                 |  |
|                                                   | William Ropes Moore | Francis Moore                                      |                                                          |  |  |       |  |  |                                                        |  |  |                                                 |  |
|                                                   | William Ropes Moore | Francis Moore                                      |                                                          |  |  |       |  |  |                                                        |  |  |                                                 |  |
|                                                   | William Ropes Moore | Sarah Cheever                                      |                                                          |  |  |       |  |  |                                                        |  |  |                                                 |  |
| Charles Arthur Moore                              | William Ropes Moore |                                                    |                                                          |  |  |       |  |  |                                                        |  |  |                                                 |  |
|                                                   |                     | Caroline Van Ness                                  | Tunis Van Ness                                           |  |  |       |  |  |                                                        |  |  |                                                 |  |
|                                                   |                     | Caroline Van Ness                                  | Tunis Van Ness                                           |  |  |       |  |  |                                                        |  |  |                                                 |  |
|                                                   |                     | Caroline Van Ness                                  | Polly Goodrich                                           |  |  |       |  |  |                                                        |  |  |                                                 |  |
| Mary Elsie Moore                                  |                     | Caroline Van Ness                                  |                                                          |  |  |       |  |  |                                                        |  |  |                                                 |  |
|                                                   |                     | John Keyes Campbell                                | Benjamin Smith Campbell                                  |  |  |       |  |  |                                                        |  |  |                                                 |  |
|                                                   |                     | John Keyes Campbell                                | Benjamin Smith Campbell                                  |  |  |       |  |  |                                                        |  |  |                                                 |  |
|                                                   |                     | John Keyes Campbell                                | Sally Keyes                                              |  |  |       |  |  |                                                        |  |  |                                                 |  |
| Mary Campbell                                     |                     | John Keyes Campbell                                |                                                          |  |  |       |  |  |                                                        |  |  |                                                 |  |
|                                                   |                     | Betsey Sheffield                                   | George Sheffield                                         |  |  |       |  |  |                                                        |  |  |                                                 |  |
|                                                   |                     | Betsey Sheffield                                   | George Sheffield                                         |  |  |       |  |  |                                                        |  |  |                                                 |  |
|                                                   |                     | Betsey Sheffield                                   | Thirza Baker                                             |  |  |       |  |  |                                                        |  |  |                                                 |  |
|                                                   |                     | Betsey Sheffield                                   |                                                          |  |  |       |  |  |                                                        |  |  |                                                 |  |